# Майкон де Андраде Барберан
Майкон де Андраде Барберан (порт. Maycon de Andrade Barberan більш відомий, як Майкон порт. Maycon; нар. 13 липня 1997, Сан-Палул, Бразилія) — бразильський футболіст, півзахисник клубу «Шахтар».

## Клубна кар'єра

### «Корінтіанс»
Вихованець клубів «Португеза Деспортос» і «Корінтіанс». 12 лютого 2016 року в матчі Ліги Пауліста проти «Капіваріано» він дебютував у складі останнього. 13 березня в поєдинку Паулісти проти «Ботафого» Майкон забив свій перший гол за «Корінтіанс». 12 червня в матчі проти «Палмейраса» він дебютував в бразильській Серії А. Дебют бразильця у Кубку Лібертадорес відбувся 17 березня у матчі проти парагвайського клубу «Серро Портеньйо», де Майкон провів повний матч.
Влітку того ж року Майкон для отримання ігрової практики на правах оренди перейшов в «Понте-Прету». 16 липня в матчі проти «Сантоса» він дебютував за нову команду. У наступному матчі проти «Інтернасьйонала» віддав гольову передачу. Такою самою дією відзначився і в поєдинку проти «Атлетіко Мінейро». 16 жовтня в поєдинку проти «Санта-Круз» Майкон забив свій перший гол за «Понте-Прету».. В останньому матчі в оренді проти «Ботафого» не відзначився результативними діями. 
2017 року повернувся в «Корінтіанс». Перший матч після оренди провів у Чемпіонаті штату Пауліста проти команди «ГО Аудакс», з`явившись на полі на 52 хвилині. У наступному матчі проти «Палмейраса» віддав гольову передачу. У останній грі проти клубу «Понте-Прета» команда Майкона зіграла внічию, але стала чемпіоном штату. У наступному матчі відбувся дебют гравця в Південноамериканському кубку проти «Універсідад де Чилі». По закінченні сезону став чемпіоном Бразилії.

## Виступи за збірну

### Молодіжний чемпіонат Південної Америки
У 2017 році Майкон у складі молодіжної збірної Бразилії взяв участь у молодіжному чемпіонаті Південної Америки в Еквадорі. У перших матчах проти збірної Еквадору і збірної Чилі. Дебютував у матчі проти Парагваю, з`явившись на полі на 59 хвилині.. Далі зіграв проти Колумбії, Аргентини, Венесуели, Уругваю і Еквадору. У поєдинку проти еквадорців Майкон відзначився голом.

## Статистика кар'єри
Статистичні дані наведено станом на 12 грудня 2021 року
| Сезон                  | Команда                | Чемпіонат              | Чемпіонат | Чемпіонат | Кубок країни | Кубок країни | Кубок країни | Континентальні кубки | Континентальні кубки | Континентальні кубки | Інші змагання | Інші змагання | Інші змагання | Усього | Усього |
| Сезон                  | Команда                | Ліга                   | Ігор      | Голів     | Ліга         | Ігор         | Голів        | Ліга                 | Ігор                 | Голів                | Ліга          | Ігор          | Голів         | Ігор   | Голів  |
| ---------------------- | ---------------------- | ---------------------- | --------- | --------- | ------------ | ------------ | ------------ | -------------------- | -------------------- | -------------------- | ------------- | ------------- | ------------- | ------ | ------ |
| 2016                   | «Понте-Прета»          | СА                     | 16        | 1         | КБ           | 3            | 0            | —                    | —                    | —                    | —             | —             | —             | 19     | 1      |
| 2016                   | «Корінтіанс»           | СА+ЛП                  | 2+10      | 0+1       | КБ           | 0            | 0            | КЛ                   | 3                    | 0                    | —             | —             | —             | 15     | 1      |
| 2017                   | «Корінтіанс»           | СА+ЛП                  | 36+13     | 1+2       | КБ           | 5            | 1            | КС                   | 4                    | 1                    | —             | —             | —             | 58     | 5      |
| 2018                   | «Корінтіанс»           | СА+ЛП                  | 10+14     | 0+1       | КБ           | 2            | 1            | КЛ                   | 6                    | 0                    | —             | —             | —             | 32     | 2      |
| Всього за «Корінтіанс» | Всього за «Корінтіанс» | Всього за «Корінтіанс» | 85        | 5         | —            | 7            | 2            | —                    | 13                   | 1                    | —             | —             | —             | 105    | 8      |
| 2018/2019              | «Шахтар»               | УПЛ                    | 21        | 4         | КУ           | 2            | 0            | ЛЧ+ЛЄ                | 6+1                  | 1+0                  | СКУ           | 0             | 0             | 30     | 5      |
| 2019/2020              | «Шахтар»               | УПЛ                    | 10        | 1         | КУ           | 0            | 0            | ЛЄ                   | 2                    | 0                    | СКУ           | 0             | 0             | 12     | 1      |
| 2020/2021              | «Шахтар»               | УПЛ                    | 19        | 2         | КУ           | 1            | 0            | ЛЧ+ЛЄ                | 6+4                  | 0                    | СКУ           | 0             | 0             | 30     | 2      |
| 2021/2022              | «Шахтар»               | УПЛ                    | 15        | 0         | КУ           | 0            | 0            | ЛЧ                   | 10                   | 0                    | СКУ           | 1             | 0             | 26     | 0      |
| Всього за «Шахтар»     | Всього за «Шахтар»     | Всього за «Шахтар»     | 65        | 7         | —            | 3            | 0            | —                    | 29                   | 1                    | —             | 1             | 0             | 98     | 8      |
| Всього за кар'єру      | Всього за кар'єру      | Всього за кар'єру      | 166       | 13        | —            | 10           | 2            | —                    | 42                   | 2                    | —             | 1             | 0             | 222    | 17     |

## Титули та досягнення
- Переможець молодіжного Кубку Сан-Паулу (1): 2015[14]

- Переможець молодіжного чемпіонату Бразилії (до 20 років) (1): 2014
- Чемпіон штату Сан-Паулу (1): 2017
- Чемпіон Бразилії (1): 2017